# Edith Hahn Beer
Pour les articles homonymes, voir Hahn et Beer.
Edith Hahn Beer, née le 24 janvier 1914 à Vienne et morte le 17 mars 2009 à Londres, est une juriste autrichienne. 
En tant que Juive, elle put survivre à la Shoah en prenant une autre identité et se maria avec un membre du Parti nazi.

## Biographie

### Jeunesse et formation
Edith Hahn est la plus âgée des trois filles de Klotilde et de Leopold Hahn. Ses parents tiennent un restaurant.
Bien que cela ne soit pas courant à cette époque, un des professeurs d'Edith Hahn convainc son père de l'envoyer au lycée puis à l'Université de Vienne. Elle étudie le droit jusqu'à l'Anschluss, la nazification de l'Autriche la contraignant alors à quitter l'Université du fait de sa judaïté.
Son père meurt en juin 1936, alors qu'il est chef de rang dans un restaurant des Alpes autrichiennes.

### Seconde Guerre mondiale
En 1939, elle est enfermée dans le ghetto ouvert de Vienne avec sa mère. Les deux femmes sont séparées en 1941 quand Edith Hahn est envoyée travailler dans une plantation d'asperges près d'Osterburg puis dans une usine de cartons à Aschersleben. Sa mère est déportée en Pologne au début de l'année 1942, deux semaines avant le retour d'Hahn en Autriche. Grâce aux copies des papiers d'une de ses amies chrétiennes Christi Denner qui a déclaré les avoir perdus, elle s'installe à Munich et travaille comme couturière.
À Munich, elle rencontre Werner Vetter, membre du Parti nazi qui tombe amoureux d'elle. À cette époque, elle travaille comme volontaire pour la Croix-Rouge allemande. Le couple s’installe à Havel dans le Brandebourg et se marie. Selon Edith Hahn Beer elle-même, elle aurait chuchoté à l'oreille de son mari sa condition de juive avant le mariage, ce à quoi il aurait répondu qu'il avait aussi un secret, il a une fille d'une première liaison. Ils ne parlent alors plus jamais de cet aspect de leur vie. Durant toute cette période, elle adopte un profil bas et reste discrète et soumise. Son mari, profitant de l'ascendant qu'il peut prendre, l'espionne pendant qu'elle cuisine, passe ses doigts sur les étagères pour vérifier que la poussière est essuyée, etc.. Leur fille, Angelique, naît en 1944. Son mari, à moitié aveugle, ne fut conscrit que dans les derniers mois de la guerre mais, arrêté par les Soviétiques, il fut envoyé au goulag en Sibérie.

### Après la guerre
À la fin de la guerre, Edith Hahn récupère sa véritable identité grâce à sa carte d’identité juive qu'elle a cachée durant toutes ces années dans la couverture d'un livre. Elle est appelée par les autorités dans le Brandebourg (en zone d'occupation soviétique), et devient et juge. Elle plaide alors la cause de son époux auprès des autorités soviétiques, qui acceptent de le relâcher en 1947. Surpris de retrouver une femme active et dynamique, aux antipodes de la femme secrète et effacée qu'il croyait avoir épousée, Werner Vetter accepte le divorce. Edith Hahn dira plus tard qu'« elle ne sait pas si elle était amoureuse, mais quoi qu'il en soit, elle ne lui en veut pas ». Werner Vetter meurt en 2002,.
Les Soviétiques voulant la faire travailler comme informatrice, elle quitte l'Allemagne pour le Royaume-Uni où ses sœurs ont trouvé refuge. Là, elle travaille comme femme de ménage et créatrice de corsets. Elle dira plus tard que travailler pour la police secrète russe aurait été « comme de rejoindre la Gestapo ».
En 1957, elle épouse un diamantaire juif du nom de Fred Beer avec qui elle reste mariée jusqu'à la mort de ce dernier en 1984. Après la mort de son époux, elle émigre en Israël et s'installe à Netanya pendant quelques années avant de revenir à Londres. Elle y meurt en 2009.
En décembre 1997, une partie des archives d'Edith Hahn sont vendues aux enchères pour 169 250 $. La collection, connue sous le nom de Edith Hahn Archives, est offerte à l'United States Holocaust Memorial Museum.

### Sources
- Edith Hahn Beer et avec la collaboration de Susan Dworkin (trad. Loïc Cohen), La femme de l'officier nazi [« The Nazi Officer's Wife: How One Jewish Woman Survived the Holocaust »], Paris, J-C Lattès, 1999.